# Memphis Wrestling Southern Heavyweight Championship
El Memphis Wrestling Southern Heavyweight Championship es un campeonato de lucha libre profesional con más importancia de la promoción de Memphis Wrestling. El título es parte de un largo linaje que es más conocido como AWA Southern Heavyweight Championship de la promoción de lucha libre Continental Wrestling Association durante los años 1970 y 1980.
El campeonato fue creado cuando el NWA Southern Junior Heavyweight Championship con trayectoria desde 1939, fue renombrado a NWA Southern Heavyweight Championship (Memphis version) en 1974. El nombre del campeonato fue renombrado nuevamente cuando en 1978 AWA Southern Heavyweight Championship debido a una alianza con la American Wrestling Association. También se le llamó Mid-Southern Heavyweight Championship en Pro Wrestling Illustrated y también en sus publicaciones hermanas, a fin de que este título no se confunda con el Championship Wrestling from Florida en su versión del título (NWA Southern Heavyweight Championship (Florida versión)).
El campeonato fue revivido en el United States Wrestling Association desde 1989 hasta 1997 cuando el USWA fue cerrado. Fue más conocido como el USWA Southern Heavyweight Championship y luego simplemente como el USWA Heavyweight Championship durante ese tiempo; sin embargo, el campeonato a diferencia del anterior Southern título en Memphis, esta vez jugó un papel secundario ante el USWA Unified World Heavyweight Championship. Una vez más fue revivido y restablecido en Memphis Championship Wrestling llamado MCW Southern Heavyweight Championship desde 2000 hasta 2001. Más tarde fue restablecido y renombrado en 2004 usándose en Memphis Wrestling, donde hasta el día de hoy es defendido.

## Lista de campeones
Algunas áreas indicadas en la historia son de un linaje desconocido. La fecha indicada del cambio de título ha ocurrido a más tardar la fecha indicada.

### NWA Mid-America / Continental Wrestling Association
(NWA Mid-America 1974–1977, Continental Wrestling Association 1977–1987; AWA desde 1978)
| Luchador: | Reinados: | Fecha:                   | Lugar:                         | Notas: |
| --- | --------- | ------------------------ | ------------------------------ | --- |
| NWA Southern Heavyweight Championship (Mid-America version) |           |                          |                                | |
| Jerry Lawler | 1         | 27 de julio de 1974      | Chattanooga, Tennessee         | Derrotó a Jackie Fargo por el NWA Southern Junior Heavyweight Championship. El campeonato fue renombrado a NWA Southern Heavyweight Championship (Mid-America version) en agosto de 1974.                                                         |
| Robert Fuller | 1         | 23 de octubre de 1974    | Nashville, Tennessee           | |
| Jerry Lawler | 2         | 30 de octubre de 1974    | Nashville, Tennessee           | |
| El campeonato quedó vacante en diciembre de 1974. |           |                          |                                | |
| Ron Fuller | 1         | 29 de diciembre de 1974  | Memphis, Tennessee             | Ganó un torneo de 8 hombres. |
| The Mongolian Stomper | 1         | 9 de junio de 1975       | Memphis, Tennessee             | |
| Jerry Lawler | 3         | 14 de julio de 1975      | Memphis, Tennessee             | |
| The Mongolian Stomper | 2         | 28 de julio de 1975      |                                | |
| El título tuvo lugar luego de una lucha contra Bob Armstrong en Memphis, Tennessee el 9 de agosto de 1975. |           |                          |                                | |
| Bob Armstrong | 1         | 29 de septiembre de 1975 |                                | Derrotó a The Mongolian Stomper en una revancha. El cambio de título podría haberse repetido el 7 de octubre de 1975 en Louisville, Kentucky. Armstrong ganó el NWA Mid-America Heavyweight Championship de Harley Race el 13 de octubre de 1975. |
| Jerry Lawler | 4         | 20 de octubre de 1975    | Huntsville, Alabama            | |
| Bob Armstrong | 2         | 24 de noviembre de 1975  |                                | |
| El título tuvo lugar en noviembre de 1975. |           |                          |                                | |
| Jerry Lawler | 5         | 15 de diciembre de 1975  | Memphis, Tennessee             | Derrotó a Ron Fuller en la final de un torneo. |
| El título tuvo lugar luego de una lucha contra Ricky Gibson en enero de 1976. |           |                          |                                | |
| Jerry Lawler | 6         | 19 de enero de 1976      | Memphis, Tennessee             | Derrotó a Ricky Gibson en una revancha. |
| Tommy Rich | 1         | 22 de febrero de 1976    | Memphis, Tennessee             | |
| Jerry Lawler | 7         | 5 de abril de 1976       |                                | |
| Jack Brisco | 1         | 9 de agosto de 1976      | Memphis, Tennessee             | |
| Jerry Lawler | 8         | 19 de agosto de 1976     | Memphis, Tennessee             | |
| Tommy Rich | 2         | 14 de septiembre de 1976 | Memphis, Tennessee             | |
| |           |                          |                                | |
| Jerry Lawler | 9         | 4 de octubre de 1976     |                                | |
| Jackie Fargo | 1         | 4 de octubre de 1976     | Memphis, Tennessee             | |
| |           |                          |                                | |
| Jerry Lawler | 10        | octubre de 1976          | Memphis, Tennessee             | |
| Rocky Johnson | 1         | 1 de noviembre de 1976   | Memphis, Tennessee             | |
| El título fue movido desde NWA Mid-America a el Continental Wrestling Association en 20 de marzo de 1977. |           |                          |                                | |
| NWA Southern Heavyweight Championship (Memphis version) / Mid-Southern Heavyweight Championship |           |                          |                                | |
| Jerry Lawler | 11        | 11 de abril de 1977      | Memphis, Tennessee             | |
| Bob Armstrong | 3         | 28 de abril de 1977      | Knoxville, Tennessee           | |
| Jerry Lawler | 12        | 1 de mayo de 1977        | Memphis, Tennessee             | |
| Paul Orndorff | 1         | 29 de mayo de 1977       | Memphis, Tennessee             | |
| Jerry Lawler | 13        | 18 de julio de 1977      | Memphis, Tennessee             | |
| Bill Dundee | 1         | 25 de julio de 1977      | Memphis, Tennessee             | |
| Jerry Lawler | 14        | 1 de agosto de 1977      | Memphis, Tennessee             | |
| Bill Dundee | 2         | 22 de agosto de 1977     | Memphis, Tennessee             | |
| Jerry Lawler | 15        | 29 de agosto de 1977     | Memphis, Tennessee             | |
| Lawler se retiró temporalmente y dejó vacante el título luego de una lucha contra Bill Dundee el 13 de September de 1977.                                                                                               |           |                          |                                | |
| Jimmy Valiant | 1         | 25 de septiembre de 1977 | Louisville, Kentucky           | Derroró a Mr. Wrestling en la final de un torneo 6-man de 1 sola noche. |
| Jerry Lawler | 16        | 10 de octubre de 1977    | Memphis, Tennessee             | |
| Jimmy Valiant | 2         | 28 de noviembre de 1977  | Memphis, Tennessee             | |
| Jerry Lawler | 17        | 5 de diciembre de 1977   | Memphis, Tennessee             | |
| El campeonato fue renombrado a AWA Southern Heavyweight Championship en julio de 1978, cuando la CWA estableció una alianza con la American Wrestling Association.                                                      |           |                          |                                | |
| AWA Southern Heavyweight Championship |           |                          |                                | |
| Jos LeDuc | 1         | 7 de agosto de 1978      | Memphis, Tennessee             | |
| Jerry Lawler | 18        | 14 de agosto de 1978     | Memphis, Tennessee             | |
| Jos LeDuc | 2         | 28 de agosto de 1978     | Memphis, Tennessee             | |
| Jerry Lawler | 19        | 4 de septiembre de 1978  | Memphis, Tennessee             | |
| Don Fargo | 1         | 6 de noviembre de 1978   |                                | |
| Tommy Gilbert | 1         | 20 de noviembre de 1978  | Memphis, Tennessee             | |
| Don Fargo | 2         | 27 de noviembre de 1978  | Memphis, Tennessee             | |
| Jerry Lawler | 20        | 4 de diciembre de 1978   | Memphis, Tennessee             | |
| Austin Idol | 1         | 25 de diciembre de 1978  | Memphis, Tennessee             | |
| Ron Fuller | 2         | 15 de enero de 1979      | Memphis, Tennessee             | |
| Toru Tanaka | 1         | 12 de febrero de 1979    | Memphis, Tennessee             | Ganó el título por abandono. Robert Fuller ganó el título el 19 de marzo de 1979, pero el título fue devuelto a Tanaka. |
| Buzz Sawyer | 1         | 31 de marzo de 1979      | Memphis, Tennessee             | |
| El título tuvo lugar luego de una lucha contra The Mongolian Stomper el 2 de abril de 1979. |           |                          |                                | |
| The Mongolian Stomper | 3         | 23 de abril de 1979      | Memphis, Tennessee             | Derrotó a Buzz Sawyer en una revancha. |
| Robert Fuller | 1         | 4 de junio de 1979       | Memphis, Tennessee             | |
| Ron Bass | 1         | junio de 1979            | Bluefield, Virginia Occidental | |
| Randy Taylor | 1         | junio de 1979            |                                | |
| Ron Bass | 2         | 2 de julio de 1979       | Memphis, Tennessee             | |
| Bill Dundee | 3         | 27 de agosto de 1979     | Memphis, Tennessee             | |
| El título tuvo lugar luego de una lucha contra Ron Bass el 11 de septiembre de 1979 en Memphis, Tennessee. |           |                          |                                | |
| Bill Dundee | 4         | 17 de septiembre de 1979 | Memphis, Tennessee             | Derrotó a Bass en una revancha. |
| Jerry Lawler | 21        | 24 de septiembre de 1979 | Memphis, Tennessee             | |
| Bill Dundee | 5         | 1 de octubre de 1979     | Memphis, Tennessee             | |
| Jerry Lawler | 22        | 15 de octubre de 1979    | Memphis, Tennessee             | |
| Jimmy Valiant | 3         | 3 de enero de 1980       | Jackson, Tennessee             | |
| Paul Ellering | 1         | 7 de abril de 1980       | Memphis, Tennessee             | |
| Bill Dundee | 6         | 7 de julio de 1980       | Memphis, Tennessee             | |
| El título quedó vacante cuando Dundee ganó el CWA World Heavyweight Championship de Billy Robinson el 4 de agosto de 1980 en Memphis, Tennessee.                                                                        |           |                          |                                | |
| Bill Irwin | 1         | 11 de agosto de 1980     | Memphis, Tennessee             | Derroró a Jimmy Valiant en la final de un torneo 6-man de 1 sola noche. |
| El campeonato tuvo lugar luego de una lucha contra Jimmy Valiant el 18 de agosto de 1980 en Memphis, Tennessee. |           |                          |                                | |
| Jimmy Valiant | 4         | 25 de agosto de 1980     | Memphis, Tennessee             | Derroró a Bill Irwin en una revancha. |
| Tommy Rich | 3         | 1 de septiembre de 1980  | Memphis, Tennessee             | |
| Jimmy Valiant | 5         | 9 de septiembre de 1980  | Memphis, Tennessee             | |
| Tommy Rich | 4         | 6 de octubre de 1980     |                                | |
| El campeonato quedó vacante en noviembre de 1980. |           |                          |                                | |
| Jimmy Valiant | 6         | 17 de enero de 1981      | Memphis, Tennessee             | Derroró a Héctor Guerrero en la final de un torneo. |
| Jerry Lawler | 23        | 15 de febrero de 1981    | Memphis, Tennessee             | |
| Jimmy Hart | 1         | 22 de junio de 1981      | Memphis, Tennessee             | |
| Chick Donovan | 1         | 27 de junio de 1981      | Memphis, Tennessee             | Hart se dejó ganar ante Donovan. |
| Donovan fue despojado del título en julio de 1981 debido a la forma en que lo ganó. |           |                          |                                | |
| Steve Keirn | 1         | 20 de julio de 1981      | Memphis, Tennessee             | Derrotó a Bugsy McGraw en la final de un torneo. |
| The Dream Machine | 1         | 6 de agosto de 1981      | Jackson, Tennessee             | |
| Jerry Lawler | 24        | 24 de agosto de 1981     | Memphis, Tennessee             | |
| The Dream Machine | 2         | 7 de septiembre de 1981  | Memphis, Tennessee             | |
| Jimmy Valiant | 7         | 14 de septiembre de 1981 | Memphis, Tennessee             | |
| The Dream Machine | 3         | octubre de 1981          |                                | |
| Dutch Mantel | 1         | 26 de octubre de 1981    | Memphis, Tennessee             | |
| Jerry Lawler | 25        | 18 de enero de 1982      | Memphis, Tennessee             | |
| Dutch Mantel | 2         | 14 de febrero de 1982    | Memphis, Tennessee             | |
| Jerry Lawler | 26        | 1 de marzo de 1982       | Memphis, Tennessee             | |
| Dutch Mantel | 3         | 22 de marzo de 1982      | Memphis, Tennessee             | |
| Jerry Lawler | 27        | 29 de marzo de 1982      | Memphis, Tennessee             | |
| Kendo Nagasaki | 1         | mayo de 1982             |                                | |
| Jerry Lawler | 28        | 24 de mayo de 1982       | Memphis, Tennessee             | |
| Kamala | 1         | 7 de junio de 1982       | Memphis, Tennessee             | |
| Jerry Lawler | 29        | 9 de agosto de 1982      | Memphis, Tennessee             | |
| Nick Bockwinkel | 1         | 11 de octubre de 1982    | Memphis, Tennessee             | |
| Jerry Lawler | 30        | 8 de noviembre de 1982   | Memphis, Tennessee             | |
| Sabu the Wildman (Coco Samoa) | 1         | 15 de noviembre de 1982  | Memphis, Tennessee             | Sabu se asoció con Jimmy Hart para derrotar a Jerry Lawler en un Handicap match. Hart logró el conteo de 3, pero Sabu the Wildman fue reconocido como campeón.                                                                                    |
| Terry Taylor | 1         | 29 de noviembre de 1982  | Memphis, Tennessee             | |
| Jacques Rougeau | 1         | 30 de enero de 1983      | Memphis, Tennessee             | |
| Terry Taylor | 2         | 14 de febrero de 1983    | Memphis, Tennessee             | |
| Bill Dundee | 7         | 21 de marzo de 1983      | Memphis, Tennessee             | |
| Dutch Mantel | 4         | 9 de mayo de 1983        | Memphis, Tennessee             | |
| Bill Dundee | 8         | 16 de mayo de 1983       | Memphis, Tennessee             | |
| Dutch Mantel | 5         | 30 de mayo de 1983       | Memphis, Tennessee             | |
| Jerry Lawler | 31        | 30 de mayo de 1983       | Memphis, Tennessee             | |
| Bill Dundee | 9         | 30 de mayo de 1983       | Memphis, Tennessee             | |
| Jerry Lawler | 32        | 6 de junio de 1983       | Memphis, Tennessee             | |
| Man Mountain Link | 1         | 20 de junio de 1983      | Memphis, Tennessee             | |
| Jerry Lawler | 33        | 20 de junio de 1983      | Memphis, Tennessee             | |
| Man Mountain Link | 2         | julio de 1983            |                                | |
| Jerry Lawler | 34        | 4 de julio de 1983       | Memphis, Tennessee             | |
| Lawler fue despojado del título en septiembre de 1983, por no defender su título en 30 días. |           |                          |                                | |
| Jerry Lawler | 35        | 10 de septiembre de 1983 | Memphis, Tennessee             | Derrotó a Bill Dundee en la final de un torneo. |
| Jesse Ventura | 1         | septiembre de 1983       |                                | |
| Jerry Lawler | 36        | 3 de octubre de 1983     | Memphis, Tennessee             | |
| Jesse Ventura | 2         | 10 de octubre de 1983    | Memphis, Tennessee             | |
| Jerry Lawler | 37        | noviembre de 1983        | Chicago, Illinois              | |
| Lord Humongous (Mike Stark) | 1         | 30 de abril de 1984      | Memphis, Tennessee             | |
| Jerry Lawler | 38        | 21 de mayo de 1984       | Memphis, Tennessee             | |
| Rick Rude | 1         | 11 de junio de 1984      | Memphis, Tennessee             | |
| Tommy Rich | 5         | 16 de julio de 1984      | Memphis, Tennessee             | |
| King Kong Bundy | 1         | 30 de julio de 1984      | Memphis, Tennessee             | Eddie Gilbert fue el árbitro invitado especial. |
| Jerry Lawler | 39        | 12 de noviembre de 1984  | Memphis, Tennessee             | |
| El campeonato tuvo lugar luego de una lucha contra Eddie Gilbert el 28 de enero de 1985 en Memphis, Tennessee. |           |                          |                                | |
| Eddie Gilbert | 1         | febrero de 1985          | Memphis, Tennessee             | Derrotó a Jerry Lawler en una revancha. |
| Jerry Lawler | 40        | 12 de febrero de 1985    | Memphis, Tennessee             | |
| Randy Savage | 1         | 17 de marzo de 1985      | Memphis, Tennessee             | |
| Jerry Oske | 1         | 7 de mayo de 1985        | Louisville, Kentucky           | |
| Randy Savage | 2         | 13 de mayo de 1985       | Memphis, Tennessee             | |
| Jerry Lawler | 41        | 3 de junio de 1985       | Memphis, Tennessee             | |
| Bota the Witch Doctor | 1         | 24 de junio de 1985      | Memphis, Tennessee             | |
| Jerry Lawler | 42        | 29 de julio de 1985      | Memphis, Tennessee             | |
| Tarras Bulba | 1         | 16 de agosto de 1985     | Selmer, Tennessee              | |
| Jerry Lawler | 43        | 6 de septiembre de 1985  | Martin, Tennessee              | |
| Bill Dundee | 10        | 19 de octubre de 1985    | Memphis, Tennessee             | |
| Jerry Lawler | 44        | 21 de diciembre de 1985  | Memphis, Tennessee             | |
| Bill Dundee | 11        | 30 de diciembre de 1985  | Memphis, Tennessee             | |
| Jerry Lawler | 45        | 8 de abril de 1986       | Memphis, Tennessee             | |
| Bill Dundee | 12        | 2 de mayo de 1986        | Memphis, Tennessee             | |
| Buddy Landel | 1         | 2 de junio de 1986       | Memphis, Tennessee             | |
| El campeonato quedó inmediatamente vacante. |           |                          |                                | |
| Buddy Landel | 2         | 16 de junio de 1986      | Memphis, Tennessee             | Derrotó a The Flame en la final de un torneo. |
| El campeonato quedó vacante en junio de 1986 cuando Landel dejó la promoción. |           |                          |                                | |
| Bam Bam Bigelow | 1         | 28 de julio de 1986      | Memphis, Tennessee             | Ganó una battle royal. |
| Jerry Lawler | 46        | 8 de septiembre de 1986  | Memphis, Tennessee             | |
| El campeonato quedó vacante el 11 de enero de 1987 cuando Lawler se lesionó. |           |                          |                                | |
| Austin Idol | 1         | 2 de febrero de 1987     | Memphis, Tennessee             | Derrotó a Soul Train Jones en la final de un torneo. |
| Jerry Lawler | 47        | 20 de abril de 1987      | Memphis, Tennessee             | |
| Austin Idol | 2         | 27 de abril de 1987      | Memphis, Tennessee             | |
| Jerry Lawler | 48        | 8 de junio de 1987       | Memphis, Tennessee             | |
| Brickhouse Brown | 1         | 6 de julio de 1987       | Memphis, Tennessee             | |
| Jerry Lawler | 49        | 13 de julio de 1987      | Memphis, Tennessee             | |
| El campeonato tuvo lugar luego de una lucha contra Don Bass el 3 agosto de 1987 en Memphis, Tennessee. |           |                          |                                | |
| Don Bass | 1         | 3 de agosto de 1987      | Memphis, Tennessee             | Hizo equipo con Brickhouse Brown, Bass le hizo el conteo de 3 a Lawler, quien hizo equipo con Rocky Johnson, en un tag team match donde el título estaba en juego.                                                                                |
| Jerry Lawler | 50        | agosto de 1987           |                                | |
| Don Bass | 2         | 24 de agosto de 1987     | Memphis, Tennessee             | |
| Jerry Lawler | 51        | 31 de agosto de 1987     | Memphis, Tennessee             | |
| Lawler dejó vacante el título en octubre de 1987 para concentrarse en el AWA World Tag Team Championship. |           |                          |                                | |
| Bobby Jaggers | 1         | 19 de octubre de 1987    | Memphis, Tennessee             | Derrotó a Billy Travis en la final de un torneo. |
| Jerry Lawler | 52        | 21 de noviembre de 1987  | Memphis, Tennessee             | |
| El campeonato fue unificado con el AWA International Heavyweight Championship y el NWA Mid-America Heavyweight Championship para crear el CWA Heavyweight Championship el 7 de diciembre de 1987 en Memphis, Tennessee. |           |                          |                                | |

### United States Wrestling Association
(1990 - 1997)
| Luchador: | Reinados: | Fecha:                   | Lugar:               | Notas: |
| --- | --------- | ------------------------ | -------------------- | --- |
| USWA Southern Heavyweight Championship |           |                          |                      | |
| Dick Slater | 1         | 1 de septiembre de 1990  |                      | Slater fue galardonado con el campeonato. |
| Jeff Jarrett | 1         | 6 de octubre de 1990     | Nashville. Tennessee | |
| Eddie Gilbert | 1         | 29 de octubre de 1990    | Memphis, Tennessee   | |
| El campeonato quedó vacante en diciembre de 1990 cuando Gilbert dejó la promoción. |           |                          |                      | |
| Jeff Jarrett | 2         | 14 de enero de 1991      | Memphis, Tennessee   | Derrotó a Brian Lee en la final de un torneo. |
| El campeonato quedó vacante luego de una lucha ante Steve Austin el 25 de febrero de 1991 en Memphis, Tennessee.                                                                                          |           |                          |                      | |
| Jeff Jarrett | 3         | marzo de 1991            |                      | Derrotó a Steve Austin en una revancha. |
| Tom Prichard | 1         | 15 de marzo de 1991      | Dallas, Texas        | |
| El campeonato quedó vacante el 29 de marzo de 1991 luego de una lucha ante Jeff Jarrett en Dallas, Texas.                                                                                                 |           |                          |                      | |
| Jeff Jarrett | 4         | 5 de abril de 1991       | Dallas, Texas        | Derrotó a Tom Prichard en una revancha. |
| El campeonato quedó vacante el 28 de abril de 1991 luego de que terminara el feudo Jarrett-Prichard. |           |                          |                      | |
| Jeff Jarrett | 5         | 12 de abril de 1991      | Dallas, Texas        | Derrotó a Tom Prichard en una segunda revancha. |
| Eric Embry | 1         | 3 de mayo de 1991        | Dallas, Texas        | |
| Bill Dundee | 1         | 13 de marzo de 1991      | Memphis, Tennessee   | |
| Eric Embry | 2         | 20 de mayo de 1991       | Memphis, Tennessee   | |
| Tom Prichard | 2         | 4 de noviembre de 1991   | Memphis, Tennessee   | |
| Eric Embry | 3         | 9 de noviembre de 1991   | Memphis, Tennessee   | |
| Tom Prichard | 3         | 2 de diciembre de 1991   | Memphis, Tennessee   | |
| Eric Embry | 4         | 9 de diciembre de 1991   | Memphis, Tennessee   | |
| Tom Prichard | 4         | 8 de febrero de 1992     | Memphis, Tennessee   | |
| Dr Death | 1         | 10 de marzo de 1992      | Louisville, Kentucky | |
| Jimmy Valiant | 1         | 16 de marzo de 1992      | Memphis, Tennessee   | |
| Brian Christopher | 1         | 23 de marzo de 1992      | Memphis, Tennessee   | |
| El campeonato tuvo lugar el 20 de abril de 1992 luego de una lucha contra Tom Prichard. |           |                          |                      | |
| Brian Christopher | 2         | 27 de abril de 1992      | Memphis, Tennessee   | Derrotó a Tom Prichard en una revancha. |
| El campeonato se mantuvo en suspenso debido a al final de la revancha el 4 de mayo de 1992. |           |                          |                      | |
| Brian Christopher | 3         | 4 de mayo de 1992        | Memphis, Tennessee   | Derrotó a Tom Prichard en una segunda revancha. |
| El campeonato quedó vacante el 28 de abril de 1991 luego de que terminara el feudo Jarrett-Prichard. |           |                          |                      | |
| Tom Prichard | 5         | 29 de junio de 1992      | Memphis, Tennessee   | Derrotó a Brian Christopher en una revancha. |
| Brian Christopher | 4         | 20 de julio de 1992      | Memphis, Tennessee   | |
| Tom Prichard | 6         | 27 de julio de 1992      | Memphis, Tennessee   | |
| Brian Christopher | 5         | 3 de agosto de 1992      | Memphis, Tennessee   | |
| Reno Riggins | 1         | 10 de agosto de 1992     | Memphis, Tennessee   | |
| El campeonato tuvo lugar el 14 de septiembre de 1992 luego de una lucha contra Brian Christopher en Memphis, Tennessee.                                                                                   |           |                          |                      | |
| Brian Christopher | 6         | 21 de septiembre de 1992 | Memphis, Tennessee   | Derrotó a Reno Riggins en una revancha. |
| Jeff Jarrett | 6         | 21 de diciembre de 1992  | Memphis, Tennessee   | |
| Brian Christopher | 7         | 11 de enero de 1993      | Memphis, Tennessee   | |
| Jeff Jarrett | 7         | 1 de marzo de 1993       | Memphis, Tennessee   | |
| Brian Christopher | 8         | 1 de mayo de 1993        | Memphis, Tennessee   | |
| Jeff Jarrett | 8         | 28 de junio de 1993      | Memphis, Tennessee   | |
| Vampire Warrior | 1         | 18 de julio de 1993      | Memphis, Tennessee   | |
| Jeff Jarrett | 9         | 23 de agosto de 1993     | Memphis, Tennessee   | |
| El título fue renombrado a USWA Heavyweight Championship en septiembre de 1993. |           |                          |                      | |
| USWA Heavyweight Championship |           |                          |                      | |
| Tommy Rich | 1         | 13 de septiembre de 1993 | Memphis, Tennessee   | |
| El campeonato tuvo lugar el 25 de septiembre de 1993 Memphis, Tennessee luego de una lucha contra Jeff Jarret, donde el árbitro levantó la mano de Rich en signo de victoria cuando Jarrett había ganado. |           |                          |                      | |
| Jeff Jarrett | 10        | 4 de octubre de 1993     | Memphis, Tennessee   | Derrotó a Tommy Rich en una revancha. |
| Buddy Landel | 1         | 22 de noviembre de 1993  | Memphis, Tennessee   | |
| Brian Christopher | 9         | 5 de diciembre de 1993   | Memphis, Tennessee   | |
| Doug Gilbert | 1         | 7 de febrero de 1994     | Memphis, Tennessee   | |
| Brian Christopher | 10        | 14 de febrero de 1994    | Memphis, Tennessee   | |
| Doug Gilbert | 2         | 21 de febrero de 1994    | Memphis, Tennessee   | |
| Brian Christopher | 11        | 28 de febrero de 1994    | Memphis, Tennessee   | |
| Eddie Gilbert | 2         | 14 de marzo de 1994      | Memphis, Tennessee   | |
| Brian Christopher | 12        | 19 de marzo de 1994      | Memphis, Tennessee   | Ganó el título por conteo fuera del ring. |
| Doug Gilbert | 3         | 2 de mayo de 1994        | Memphis, Tennessee   | |
| Brian Christopher | 13        | 9 de mayo de 1994        | Memphis, Tennessee   | |
| The Dream Machine | 1         | 6 de junio de 1994       | Memphis, Tennessee   | |
| Brian Christopher | 14        | 11 de julio de 1994      | Memphis, Tennessee   | |
| Doug Gilbert | 4         | 1 de agosto de 1994      | Memphis, Tennessee   | |
| Gilbert fue despojado del campeonato el 24 de septiembre de 1994 por no defender el título en 45 días. |           |                          |                      | |
| Tommy Rich | 2         | 3 de octubre de 1994     | Memphis, Tennessee   | Derrotó a Buddy Landel en la final de un torneo. |
| Brian Christopher | 15        | 5 de diciembre de 1994   | Memphis, Tennessee   | |
| Tommy Rich | 3         | 19 de diciembre de 1994  | Memphis, Tennessee   | |
| Brian Christopher | 16        | 31 de diciembre de 1994  | Memphis, Tennessee   | |
| Brian Lee | 1         | 3 de abril de 1995       | Memphis, Tennessee   | |
| El título se llevó a cabo el 10 de abril de 1995 luego de una lucha contra Brian Christopher en Memphis, Tennessee.                                                                                       |           |                          |                      | |
| Brian Lee | 2         | 17 de abril de 1995      | Memphis, Tennessee   | Derrotó a Brian Christopher en la final de un torneo.                                                                                                 |
| Doug Gilbert | 5         | 3 de mayo de 1995        | Memphis, Tennessee   | |
| Brian Christopher | 17        | 29 de mayo de 1995       | Memphis, Tennessee   | |
| Billy Jack Haynes | 1         | 26 de junio de 1995      | Memphis, Tennessee   | |
| Brad Armstrong | 1         | 4 de agosto de 1995      | Knoxville, Tennessee | |
| Billy Jack Haynes | 2         | 7 de agosto de 1995      | Memphis, Tennessee   | |
| Brian Christopher | 18        | 11 de septiembre de 1995 | Memphis, Tennessee   | |
| Brian Gerard James | 1         | 7 de octubre de 1995     | Memphis, Tennessee   | |
| Brian Christopher | 19        | 23 de octubre de 1995    | Memphis, Tennessee   | |
| El título se llevó a cabo el 13 de noviembre de 1995 luego de una lucha contra Tex Slazenger en Memphis, Tennessee.                                                                                       |           |                          |                      | |
| Tex Slazenger | 1         | 22 de noviembre de 1995  | Memphis, Tennessee   | Derrotó a Brian Christopher en una revancha. |
| Brian Christopher | 20        | 27 de noviembre de 1995  | Memphis, Tennessee   | |
| Tex Slazenger | 2         | 2 de noviembre de 1995   | Memphis, Tennessee   | El campeonato fue devuelto a las manos de Slazenger por el Comisionero de la USWA Bob Armstrong, luego de una controversial lucha el 27 de noviembre. |
| Jerry Lawler | 1         | 10 de enero de 1996      | Memphis, Tennessee   | |
| Tommy Rich | 4         | 13 de enero de 1996      | Memphis, Tennessee   | |
| Brian Christopher | 21        | 14 de febrero de 1996    | Memphis, Tennessee   | |
| Mabel | 1         | 16 de marzo de 1996      | Memphis, Tennessee   | |
| Jerry Lawler | 2         | 20 de mayo de 1996       | Memphis, Tennessee   | |
| Brian Christopher | 22        | 1 de junio de 1996       | Memphis, Tennessee   | |
| Ric Hogan | 1         | 28 de octubre de 1996    | Memphis, Tennessee   | |
| Brian Christopher | 23        | 18 de noviembre de 1996  | Memphis, Tennessee   | |
| Wolfie D | 1         | 14 de diciembre de 1996  | Memphis, Tennessee   | |
| Brian Christopher | 24        | 2 de enero de 1997       | Memphis, Tennessee   | |
| Elijah | 1         | 9 de febrero de 1997     | Memphis, Tennessee   | |
| Brian Christopher | 25        | 29 de marzo de 1997      | Memphis, Tennessee   | |
| Billy Travis | 1         | 14 de junio de 1997      | Memphis, Tennessee   | |
| Spellbinder (Elijah) | 2         | 12 de julio de 1997      | Memphis, Tennessee   | |
| Doomsday | 1         | 13 de julio de 1997      | Memphis, Tennessee   | |
| Steven Dunn | 1         | 6 de septiembre de 1997  | Memphis, Tennessee   | |
| El campeonato fue retirado en noviembre de 1997 cuando la USWA fue cerrada. |           |                          |                      | |

### Memphis Championship Wrestling
(2000 - 2001)
| Luchador:                                                                  | Reinados: | Fecha:                  | Lugar:                  | Notas:                                                      |
| -------------------------------------------------------------------------- | --------- | ----------------------- | ----------------------- | ----------------------------------------------------------- |
| MCW Southern Heavyweight Championship                                      |           |                         |                         |                                                             |
| Jerry Lawler                                                               | 1         | 25 de marzo de 2000     | Tunica, Misisipi        | Derrotó a Bull Pain en la final de un torneo.               |
| El campeonato quedó vacante en 2000.                                       |           |                         |                         |                                                             |
| K-Krush                                                                    | 1         | 12 de abril de 2000     | Robinsonville, Misisipi | Ganó una battle royal derrotando finalmente a Jerry Lawler. |
| Masked Man #1 (Jerry Lawler)                                               | 2         | 24 de mayo de 2000      | Tunica, Misisipi        |                                                             |
| Lord Steven Regal                                                          | 1         | 21 de junio de 2000     | Memphis, Tennessee      |                                                             |
| Joey Abs                                                                   | 1         | 19 de agosto de 2000    | Memphis, Tennessee      |                                                             |
| K-Krush                                                                    | 2         | 19 de agosto de 2000    | Memphis, Tennessee      |                                                             |
| Steve Bradley                                                              | 1         | 3 de noviembre de 2000  | Manila, Arkansas        |                                                             |
| Joey Abs                                                                   | 2         | 16 de junio de 2001     | Jackson, Tennessee      |                                                             |
| Steve Bradley                                                              | 2         | 7 de julio de 2001      | Manila, Arkansas        |                                                             |
| Seven                                                                      | 1         | 7 de julio de 2001      | Manila, Arkansas        |                                                             |
| Kryptonite                                                                 | 1         | 17 de noviembre de 2001 | Dyersburg, Tennessee    |                                                             |
| El campeonato fue retirado en diciembre de 2001 cuando la MCW fue cerrada. |           |                         |                         |                                                             |

### Memphis Wrestling
(2004 - presente)
| Luchador:                                           | Reinados: | Fecha:                 | Lugar:             | Notas: |
| --------------------------------------------------- | --------- | ---------------------- | ------------------ | --- |
| Memphis Wrestling Southern Heavyweight Championship |           |                        |                    | |
| Mabel                                               | 1         | 6 de marzo de 2004     | Memphis, Tennessee | Derrotó a Bill Dundee en la final de un torneo.                                                                              |
| Mordecai                                            | 1         | marzo de 2005          | Memphis, Tennessee | |
| Jerry Lawler                                        | 1         | julio de 2005          | Memphis, Tennessee | |
| Shock                                               | 1         | marzo de 2007          | Memphis, Tennessee | |
| Jerry Lawler                                        | 2         | abril de 2008          | Memphis, Tennessee | Derrotó a Shock en la final de un torneo unificando el campeonato con el Memphis Wrestling Southern Television Championship. |
| El campeonato quedó vacante.                        |           |                        |                    | |
| Brian Christopher                                   | 1         | 4 de noviembre de 2010 | Memphis, Tennessee | Derrotó a Derrick King en la final de un torneo ganando el campeonato vacante.                                               |